# Santa Marta (Colòmbia)

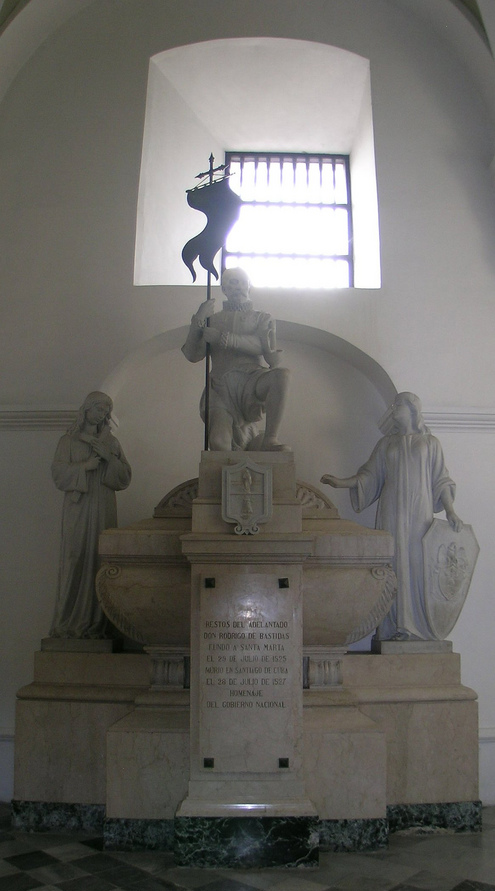
Estàtua de Rodrigo de Bastidas a la catedral de Santa Marta

Santa Marta (oficialment, en castellà, Distrito Turístico, Cultural e Histórico de Santa Marta) és una ciutat colombiana, capital del departament del Magdalena, a la regió del Carib, situada a la badia de Santa Marta. Segons el cens del 2005, tenia 447.857 habitants.
La seva situació geogràfica entre la Sierra Nevada de Santa Marta, amb els majors cims del país, i el mar Carib, la fan atractiva per a visitar la varietat de fauna i flora que hi ha a la regió.
Va ser fundada el 29 de juliol de 1525 pel conquistador espanyol Rodrigo de Bastidas. És la ciutat més antiga existent a Colòmbia i la segona més antiga de l'Amèrica del Sud. Cal destacar que, a la Quinta de San Pedro Alejandrino, una hisenda situada llavors als afores de la ciutat i avui pertanyent al barri de Mamatoco, el 17 de desembre del 1830 hi va morir el libertador Simón Bolívar. A causa de tot plegat, la constitució colombiana de 1991 va atorgar a Santa Marta la qualificació de Districte Turístic, Cultural i Històric.
Santa Marta, situada a la badia del mateix nom, és una de les principals destinacions turístiques del Carib colombià. La seva ubicació, entre la nevada Sierra Nevada de Santa Marta i el mar Carib (o mar de les Índies Occidentals), els seus nombrosos llocs històrics i culturals, la fauna d'una gran diversitat de llocs circumdants i les seves famoses platges la fan una ciutat atractiva.
La població de Santa Marta era de 521 482 l'any 2000. Avui és una important ciutat portuària.

## Símbols
La bandera de Santa Marta consta de dos colors: blanc i blau. El blanc representa la pau ("present sense ressentiment per aquesta Terra"); el blau representa el cel així com l'horitzó que plana sobre les muntanyes.

### Heràldica

El primer escut de la ciutat va ser dissenyat l'any 1752 pel rei Felip II d'Espanya.
- El segon blasó de la ciutat va ser dissenyat l'any 1774 pel rei Carles III d'Espanya.
- Primera heràldica de la ciutat de Santa Marta
  - Segona heràldica de Santa Marta

## Història

### Domini espanyol
Els espanyols, després d'haver fundat, l'any 1510, la seva primera colònia al continent americà, Santa María la Antigua del Darién, volien consolidar la seva presència a les zones costaneres. Es va fundar Santa Marta el 29 juliol 1525, la festivitat de Santa Marta d'aquí el seu nom, de Rodrigo Galván de las Bastidas. Aquest últim, que havia llogat tres vaixells per anar a la badia de Santa Marta, prèviament descoberta, va fer a la seva arribada implementar la construcció del fort, base de la ciutat de Santa Marta.
Al territori de l'actual departament de Magdalena, els conqueridors van descobrir els Tairona que vivien a la regió del Carib i tenien una complexa organització sociopolítica. Guerrers, els Tairona no van acceptar la dominació espanyola i es van negar a abandonar els seus costums, la seva llengua i les seves creences. Aquest poble va ser delmat, però alguns supervivents es van retirar a les altures de la Sierra Nevada de Santa Marta.

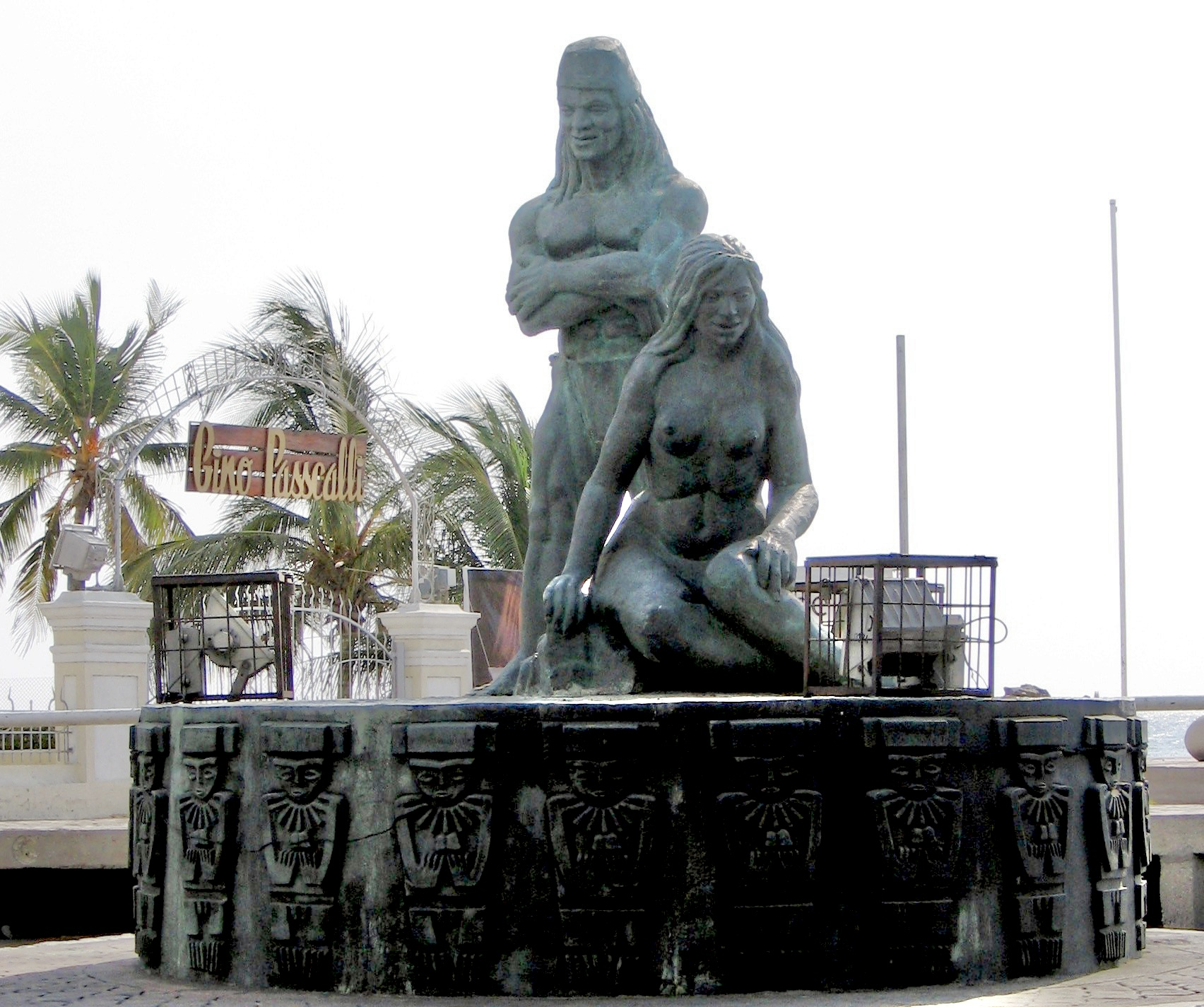
Monument a Santa Marta que evoca els Tairona

Des de 1535, any de creació, durant la dominació espanyola, de la província de Santa Marta - entitat del virregnat de la Nova Granada durant els períodes de 1717 a 1723, de 1739 a 1810 i de 1816 a 1819 - Santa Marta va ser la seva capital fins a la província de Santa Marta fou dissolta l'any 1857.

### Batalles i saquejos
Gonzalo Jiménez de Quesada, inicialment advocat a Espanya, va ser nomenat cap de Justícia a Santa Marta quan va desembarcar l'any 1535. Un any més tard, al capdavant d'una expedició destinada a explorar el territori cap al sud, va partir de Santa Marta i, seguint el curs del riu Magdalena, va arribar al lloc de la futura ciutat de Tamalameque (fundada el 1544)., departament de Cesar). També va sortir de Santa Marta una flota de suport amb vuit-cents homes. Només dos vaixells van arribar a Tamalameque i van tornar a Santa Marta amb més de cinc-cents homes de Gonzalo Jiménez de Quesada. L'any 1559, Santa Marta va ser presa per pirates dirigits pels francesos Jean-Martin Cotes i Joan Bontemps.
El juny de 1677, el bucaner John Coxon i els seus filibusters van saquejar el port de Santa Marta i van fer presoner el bisbe per obtenir un rescat.
La batalla de Santa Marta és una batalla naval que va tenir lloc del 19 al 1925 entre un esquadró anglès comandat pel vicealmirall John Benbow (1653 – 1702) i un esquadró francès comandat per l'oficial naval francès i administrador colonial Jean-Baptiste du Casse (1646). ? - 1715) durant la Guerra de Successió, els dos esquadrons es van trobar davant de Santa Marta. Es va posar fi a la batalla després de sis dies.
En les primeres dècades de la colonització espanyola, la ciutat va ser sovint incendiada o robada per pirates anglesos i francesos, de vegades aliats amb els indis indígenes Tayronas.
L'any 1832, la província de Santa Marta era una de les setze províncies de la República de la Nova Granada que van participar en la Convenció de Granada.

### Independència
El 1857, la província de Santa Marta es va fusionar amb la província de Riohacha per formar l'estat federal de Magdalena.
Va ser a Santa Marta on va tenir lloc una de les vagues més famoses d'Amèrica Llatina. El 1928, els obrers de United Fruit (es va convertir en Chiquita Brands International) es manifestaren per tal d'obtenir un millor habitatge, una indemnització dels treballadors, però també i sobretot la fi del pagament dels salaris en bons intercanviables contra articles de la United Fruit. El 6 de desembre, els obrers es van concentrar a Ciénaga, a 35 km de Santa Marta, per escoltar l'arbitratge però es van trobar enfrontats a metralladores de l' exèrcit. La intervenció va provocar centenars de morts.